# Radical Women
Radical Women (RW) ist eine 1967 gegründete, sozialistische, feministische Graswurzelaktivistenorganisation, die eine radikale Stimme innerhalb der Feminismusbewegung und eine feministische Stimme innerhalb der politischen Linken bietet und Frauen dazu ausbildet, Führungspersonen in Bewegungen für soziale und wirtschaftliche Gerechtigkeit zu werden. Sie verfügt über Zweigstellen, sowohl in den USA als auch in Melbourne, Australien.

## Geschichte
Radical Women entstand in Seattle, Washington, aus dem Seminar einer „Freien Universität“ für Frauen und Gesellschaft, das von Gloria Martin, einer Kommunistin und Bürgerrechts-Vorkämpferin, durchgeführt wurde. Als Ergebnis des Seminars tat Martin sich mit Clara Fraser und Melba Windoffer, Gründerinnen der Freedom Socialist Party und Susan Stern, einer Figur der örtlichen Students for a Democratic Society, zusammen, um im Jahr 1967 Radical Women zu gründen.
In Socialist Feminism: The First Decade, 1966-76, schreibt Martin, dass diese neue Gruppe gegründet wurde um „zu demonstrieren, dass Frauen politisch aktiv werden, Theorien lernen und lehren, eine Organisation leiten, eine bodenständige Führung entwickeln und die Aufmerksamkeit der Bewegung und der Gemeinde auf den schmerzlich vernachlässigten Missstand der Frauenrechte konzentrieren können - und dass Frauen dies selbst tun können.“
Von Beginn an beteiligte Radical Women sich stark an den Vietnamkriegsprotesten und lehnte auch spätere Kriege, Interventionen und Besatzungen, die von westlichen Ländern gestartet wurden ab.
Die Mitglieder arbeiteten mit Afroamerikanerinnen von Armutsbekämpfungsprogrammen zusammen um die Bewegung für Abtreibungsrechte im Staat Washington in Form eines historischen Marsches auf das Kapitol im Jahr 1969 zu starten.
Früh im Jahr 1970, half RW bei der Organisation eines Streiks und einer Gewerkschaft für unterbezahlte Mitarbeiter (hauptsächlich Frauen und Schwarze), an der University of Washington. Viele RW-Mitglieder waren Vorreiterinnen im nicht-traditionellen Gewerbe. Bei Seattles öffentlichem Versorgungsunternehmen Seattle City Light entwickelte Clara Fraser den ersten angewandten Plan des Landes, Frauen zu gemeinnützigen Elektrikerinnen auszubilden. Für diese Bemühungen und ihrer prominenten Rolle in einem Massenstreik beim Elektrizitätswerk, wurde Fraser gefeuert. Sie kämpfte sieben Jahre gerichtlich dagegen an, bis ihr schließlich das Recht auf Meinungsfreiheit am Arbeitsplatz bestätigt wurde und sie bei City Light wieder eingesetzt wurde.
Nachdem sie eng mit der Freedom Socialist Party (FSP) kooperierte, schlossen sich RW und die FSP im Jahr 1973 formell auf Basis eines gemeinsamen sozialistisch-feministischen Programms zusammen.

## Zweck und Ideologie
In The Radical Women Manifesto: Socialist Feminist Theory, Program and Organizational Structure wird der Zweck und die Ideologie von Radical Women wie folgt definiert:

“Radical Women is dedicated to exposing, resisting, and eliminating the inequities of women’s existence. To accomplish this task of insuring survival for an entire sex, we must simultaneously address ourselves to the social and material source of sexism: the capitalist form of production and distribution of products, characterized by intrinsic class, race, sex, and caste oppression. When we work for the revolutionary transformation of capitalism into a socialist society, we work for a world in which all people may enjoy the right of full humanity and freedom from poverty, war, racism, sexism, homophobia, anti-Semitism, and repression.”

„Radical Women widmet sich der Enthüllung, dem Widerstand, und der Eliminierung von Ungerechtigkeiten der Existenz der Frau. Um diese Aufgabe für das Überleben eines kompletten Geschlechts zu erfüllen, müssen wir gleichzeitig die soziale und materielle Quelle des Sexismus angehen: Der kapitalistischen Form der Produktion und Verteilung von Produkten, die von intrinsischer Klassen-, Rassen-, Geschlechts- und Kastenunterdrückung gezeichnet ist. Wenn wir für die revolutionäre Umwandlung der kapitalistischen in eine sozialistische Gesellschaft arbeiten, arbeiten wir für eine Welt, in der alle Menschen das Recht vollkommener Menschlichkeit und Freiheit von Armut, Krieg, Rassismus, Sexismus, Homophobie, Antisemitismus und Repression genießen können.“

Radical Women fordert ein multirassisches, proletarisches und antikapitalistisches Vorgehen für die Befreiung der Frau. Die Gruppe achtet in Bewegungen für sozialen Wandel auf die Führung durch Schwarze Frauen und Lesben und ruft zur Solidarität und gemeinsamer Hilfe aller Unterdrückten auf.
RW mobilisiert Proteste gegen Angriffe der politischen Rechten gegen Fortpflanzungsfreiheit. Sie fordert freie Abtreibung nach Wunsch und ein Ende der erzwungenen Sterilisation von Schwarzen Frauen und eine bezahlbare, qualitative 24-stündige Kindesbetreuung.
RW drängt beharrlich darauf, Allianzen und Einheitsfronten zu bilden, darunter Bemühungen wie die Action Childcare Coalition, den Feminist Coordinating Council (ein Dachverband, der aus dem gesamten Spektrum der Frauenrechtlergruppen in Seattle besteht) und die Coalition for Protective Legislation (eine unter dem Eindruck des durch den Staat Washington eingereichten Equal Rights Amendments gestartete proletarische und feministische Bemühung, für Frauen gestaltete Arbeitsabsicherungsmaßnahmen zu erweitern um auch für Männer zu gelten).
RW unterstützte ständig die Frontrolle von Schwarzen Frauen, kämpfte gegen Rassismus unter feministischen Aktivisten und sprach sich gegen Sexismus in Bewegungen für Schwarze Menschen aus. In seinen frühen Jahren hat Seattle Radical Women eng mit dem örtlichen Zweig der Black Panther Party gearbeitet. in den 1970ern beteiligten sich die Mitglieder an Massenveranstaltungen für zivilen Ungehorsam der United Construction Workers Association um das komplett weißen Baugewerbe zu durchbrechen. Sie verteidigten die Chicana-Aktivistin Rosa Morales, ein Opfer einer sexistisch motivierten Kündigung von ihrem Posten als Angestellte für Chicano-Studien bei der University of Washington. RW arbeitete eng mit den indianischen Aktivistinnen Janet McCloud und Ramona Bennett zusammen und nahm an der erfolgreichen Übernahme des Puyallup-Stammes des Cascadia Juvenile Center, eines ehemaligen indianischen Krankenhauses teil. Die Gruppe verlangt zustimmende Handlungen, ethnische Studien, Gerechtigkeit für Immigranten und das Ende von Polizeigewalt.
RW spielte eine Führungsrolle in den Bestrebungen für die Freiheitsbewegung von Lesben, Schwulen, Bisexuellen und Transgendern. Die Mitglieder halfen dabei, militante Lesben- und Schwulenrechtsorganisationen zu gründen und waren an vielen Koalitionen beteiligt, die sich unter anderem dem Verhindern erzwungener HIV-Tests, der Zerstörung von Wahlurnen bei Abstimmungen für Schwulenrechte und des Lobbyismus bei Gesetzesentwürfen für Schwulenrechte widmete. In den 1980ern siegte die Anführerin von RW, Merle Woo, eine Dozentin, Schriftstellerin und asiatische Sprecherin für Lesbenrechte, gegen die University of California in Berkeley bei zwei großen Arbeitnehmerfällen, in denen gegen rassistische, sexistische und politische Ideologie geklagt wurde.
RW ermutigt seine Mitglieder dazu, militante Gewerkschafterinnen zu werden und manche waren viele Jahre lang wichtige Mitglieder von Arbeiterräten in Counties in San Francisco und Seattle. RW sieht den Masseneinstieg von Frauen in die Erwerbstätigkeit als Belang von tiefer Bedeutung an. Die Meinung von RW ist, dass Frauen, zusammen mit Schwarzen, Lesben und Schwulen die überwältigende Mehrheit der Arbeiter seien und das Potenzial haben, die Gesellschaft zu revolutionieren.